# António Sardinha
António Maria de Sousa Sardinha (Monforte, Portugal, 9 de septiembre de 1888-Elvas, 10 de enero de 1925) fue un  poeta, ensayista y político portugués.

## Biografía
Se destacó como ensayista y polemista, produciendo una obra que se afirmó como la principal referencia doctrinaria del Integralismo Lusitano. Su defensa de una monarquía tradicional, orgánica, antiparlamentaria sirvió de inspiración a una influyente corriente de pensamiento político portugués en la primera mitad del siglo XX. A pesar de haber fallecido prematuramente, consiguió afirmarse como referencia ineludible de los monárquicos que rechazaban plegarse al salazarismo.
Sin embargo, en su juventud António Sardinha fue adversario del régimen monárquico constitucional conocido como Monarquia da Carta (1834-1910) llegando, en sus años como estudiante en la Universidad de Coímbra, a defender la implantación de una República Portuguesa. Luego del triunfo de la Revolución del 5 de octubre de 1910, que proclamó la República a partir del derrocamiento del rey Manuel II de Portugal, se desilusionó profundamente, y abrazó el ideario realista del integralismo, del que fue uno de sus más destacadores defensores.
Tras el fracaso de la insurrección monárquica de 1919, se exilió en España, donde permaneció hasta su vuelta en 1921.
António Sardinha era anti-iberista. En lugar de la fusión de los Estados de Portugal y de España, propuso una alianza entre la monarquía española y la portuguesa, para lo cual Portugal antes debería restablecer su monarquía a fin de fortalecerse. La Alianza Peninsular entre ambas monarquías sería, basada en su unidad espiritual, el punto de partida para la constitución de una amplia Comunidad Hispánica, como base firme en la que se asentaría la supervivencia de la civilización occidental. Esta tesis panhispanista sería retomada más adelante por Ramiro de Maeztu.
António Sardinha falleció en 1925, a los 37 años, siendo enterrado en el cementerio de Montforte, su ciudad natal.

## Obras
- Tronco Reverdecido (1910)
- Epopeia da Planície (1915)
- Quando as Nascentes Despertam (1921)
- Na Corte da Saudade (1922)
- Chuva da Tarde (1923)
- Era uma Vez um Menino (1926)
- O Roubo da Europa (1931)
- Pequena Casa Lusitana (1937)
- Ensaio: O Valor da Raça (1915)
- Ao Princípio Era o Verbo (1924)
- Ao Ritmo da Ampulheta (1925)
- La Alianza Peninsular (1925)